# Tente (Spielzeug)
Tente war ein in Spanien produziertes Lego-ähnliches Bausteinsystem, das Ende der 1970er- und Anfang der 1980er-Jahre in Europa vertrieben wurde.

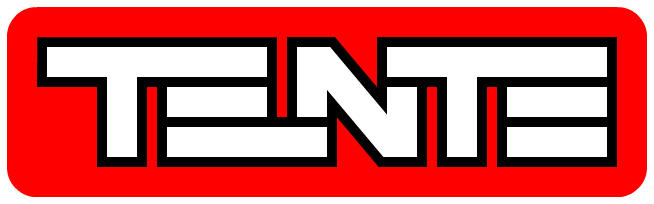
Logo von Tente

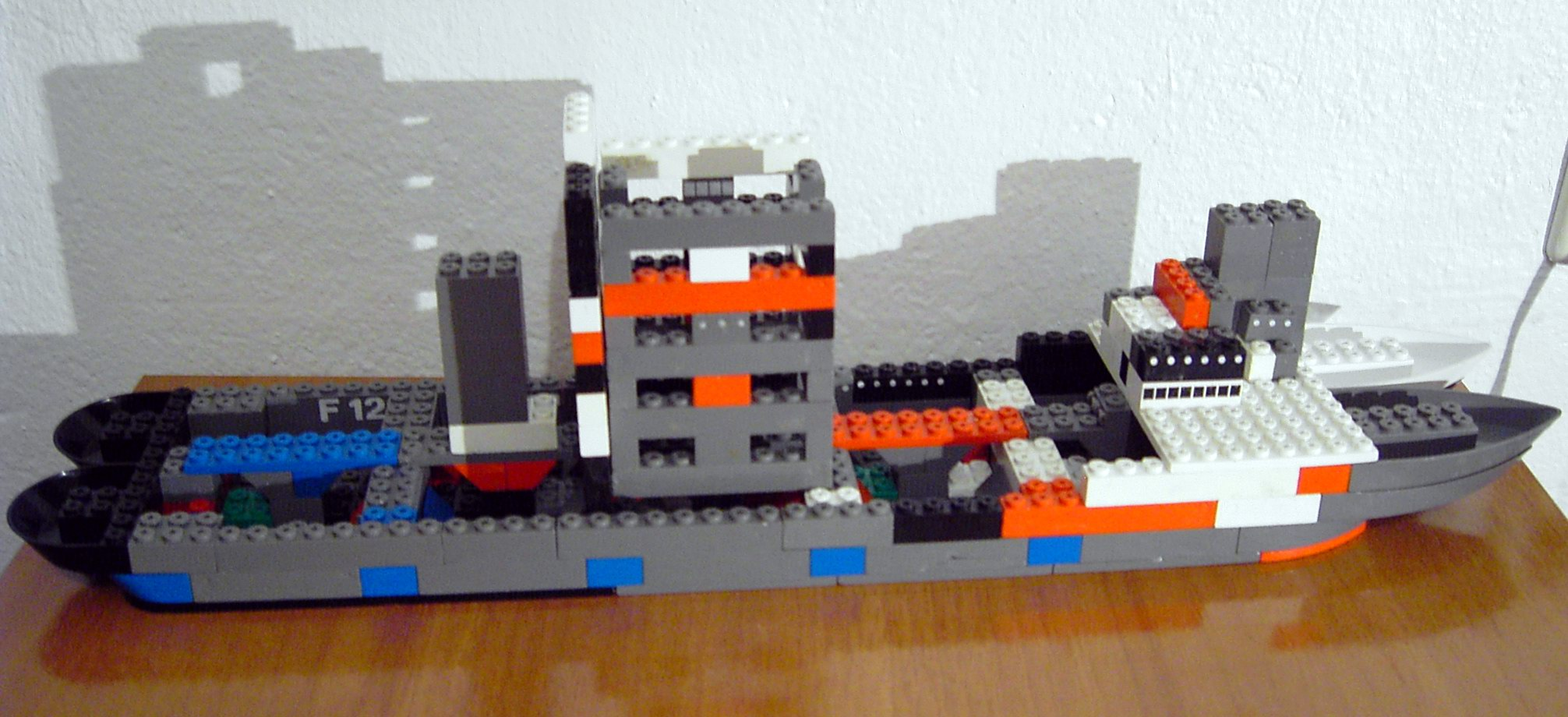
Ein Schiff aus Tente-Bausteinen

Hauptunterscheidungsmerkmal zu LEGO war, dass die runden Noppen auf den Klemmbausteinen in der Mitte noch ein kleines Loch hatten, in das ebenfalls Bauteile gesteckt werden konnten, z. B. filigrane Fahnenmasten bei Schiffen. Die Steine wiesen dieselben Außenmaße wie LEGO-Steine auf. Die Systeme waren aber nicht untereinander kompatibel, da die Noppen bei Tente größer waren, d. h. die Wandstärken waren auch dünner. Im direkten Vergleich zu LEGO war das Stecksystem weniger robust – je spezieller die verwendeten Bauteile waren, desto eher tendierten sie dazu, wieder abzufallen. Auch inhaltlich ähnelte das Angebot von Tente dem von LEGO; es gab unter anderem Fahrzeuge, Raumschiffe, Roboter, aber auch, anders als bei LEGO, Bausätze mit militärischen Themen.
Vereinzelt waren Tente-Bausätze mindestens bis zum Ende der 1980er-Jahre in Deutschland erhältlich.